# Fes-Medina
Fès-Médina (àrab: فاس المدينة, Fās al-Madīna; àrab: ⴼⴰⵙ-ⵎⴷⵉⵏⴰ, Fas-Mdina) és un dels sis arrondissements de la ciutat de Fes, dins de la prefectura de Fes, a la regió de Fes-Meknès, al Marroc. Segons el cens de 2014 tenia una població total de 70.592 persones.